# The Great War
 (septembre 2024).
 (septembre 2024).
Si vous disposez d'ouvrages ou d'articles de référence ou si vous connaissez des sites web de qualité traitant du thème abordé ici, merci de compléter l'article en donnant les références utiles à sa vérifiabilité et en les liant à la section « Notes et références ».
The Great War (La Grande Guerre) est un documentaire en 26 épisodes consacré à la Première Guerre mondiale. Il est coproduit en 1964 par les chaînes de télévision britannique (BBC), canadienne (CBC) et australienne (ABC) en collaboration avec le Musée militaire britannique. La série est commentée par l’acteur anglais Michael Redgrave, avec des passages lus par d’autres acteurs britanniques de renom tels que Marius Goring, Ralph Richardson, Cyril Luckham, Sebastian Shaw et Emlyn Williams.  
Chaque épisode dure environ 40 minutes et a pour titre une citation de contemporains soit célèbres, soit anonymes, mettant en relief le sujet et la période que l’épisode recouvre. 
Il existe aussi deux épisodes supplémentaires sur DVD qui n’avaient pas été télédiffusés à l’origine.
La série a marqué son temps et est encore reconnue comme exceptionnelle par l’exactitude historique, la clarté de la présentation, l’ampleur de la recherche et des sources. Elle est toujours considérée comme ce que la BBC ait diffusé de meilleur au point de vue documentaire historique. La plupart des protagonistes, relativement encore jeunes à l’époque, ont encore un souvenir vivace de leur expérience pendant la Première Guerre mondiale et ils apportent un témoignage éloquent et parfois déconcertant, donnant au documentaire une véracité et une crédibilité convaincante. Pour cela et bien d’autres raisons encore, The Great War est certainement ce qui s’est fait de mieux sur la Grande Guerre à la télévision anglophone au XXe siècle.

## Bande sonore
Le thème musical de la série, composé par Wilfred Josephs et interprété par le Northern Symphony Orchestra de la BBC sous la direction de George Hurst, ajoute une note expressive et  sévère aux images et aux commentaires et fut en son temps reconnu pour avoir énormément contribué au succès du documentaire. En août 2007, le journaliste Ian Jack du quotidien The Guardian rappelait combien le ton sinistre de la musique de Josephs plongeait les téléspectateurs au début de chaque épisode au plus profond des tranchées.

## Récompenses
À la suite de la diffusion de la série à la télévision irlandaise (RTÉ), The Great War reçut le Jacob's Award pour 1964, un trophée destiné à récompenser ce qui se faisait de meilleur en Irlande dans la presse écrite et audiovisuelle

## La série sur DVD
La première édition en DVD en cinq volumes de deux DVD chacun (simple couche) date de 2001. La pochette ne fait pas mention des deux épisodes supplémentaires. La seconde comporte sept DVD (double couche), six pour les épisodes originaux et un pour les deux épisodes supplémentaires.[réf. nécessaire]